# Obélisque de San Domenico
L'Obélisque de San Domenico (ou, plus exactement, la flèche de San Domenico) est une œuvre sculpturale baroque située piazza San Domenico Maggiore dans le centre historique de Naples, en face de l'église du même nom.
Chronologiquement, il s'agit du deuxième grand obélisque érigé dans la ville après celui de San Gennaro.

## Histoire
La flèche a été construite en 1656 par le peuple de Naples comme un ex-voto à saint Dominique pour conjurer la peste de cette année.  Les Dominicains, par conséquent, ont confié la mise en œuvre de l'ouvrage à Cosimo Fanzago, à la fois engagé en même temps dans l'achèvement de deux autres œuvres similaires, l'obélisque de San Gennaro, commencé en 1636, et la statue de San Gaetano, commencé en 1657. Fanzago a travaillé sur le projet de San Domenico, entre 1656 et 1658, jusqu'à ce qu'il soit remplacé, pour des raisons liées à la faible vitesse d'avancement, par Francesco Antonio Picchiatti, qui est resté sur l'œuvre jusqu'en 1666 en modifiant considérablement le projet d'origine, dont des traces subsistent seulement partiellement dans l'ornementation de la base en marbre et en bardiglio.
La flèche a peut-être été ensuite complétée en 1737, mais elle était toujours dépourvue de la statue de san Domenico, qui a été placée au sommet du monument uniquement en 1747.

## Description
On voit sur l'édifice les blasons de la ville de Naples, de l'ordre des Dominicains, du Roi d'Espagne et du Vice-roi d'Aragon. Il y a aussi quatre putti dans les coins de la base du troisième ordre, ainsi que des bustes de saints, dont les quatre principaux saints dominicains. 
La sculpture en bronze de San Domenico, au sommet de la flèche, enfin, bien que réalisée sur un modèle laissé par le Vaccaro, s'avère être d'un auteur inconnu du XVIIe siècle.

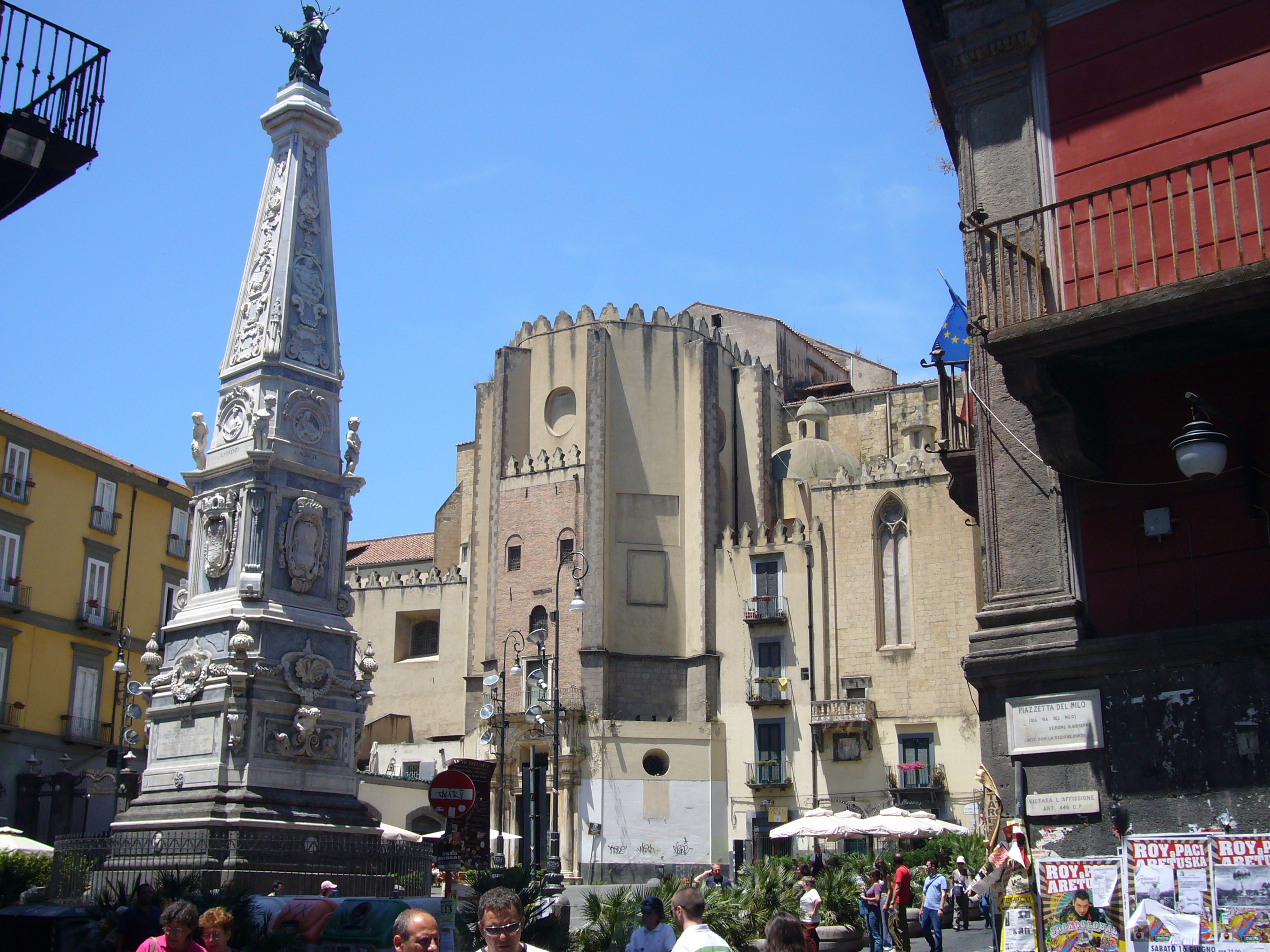
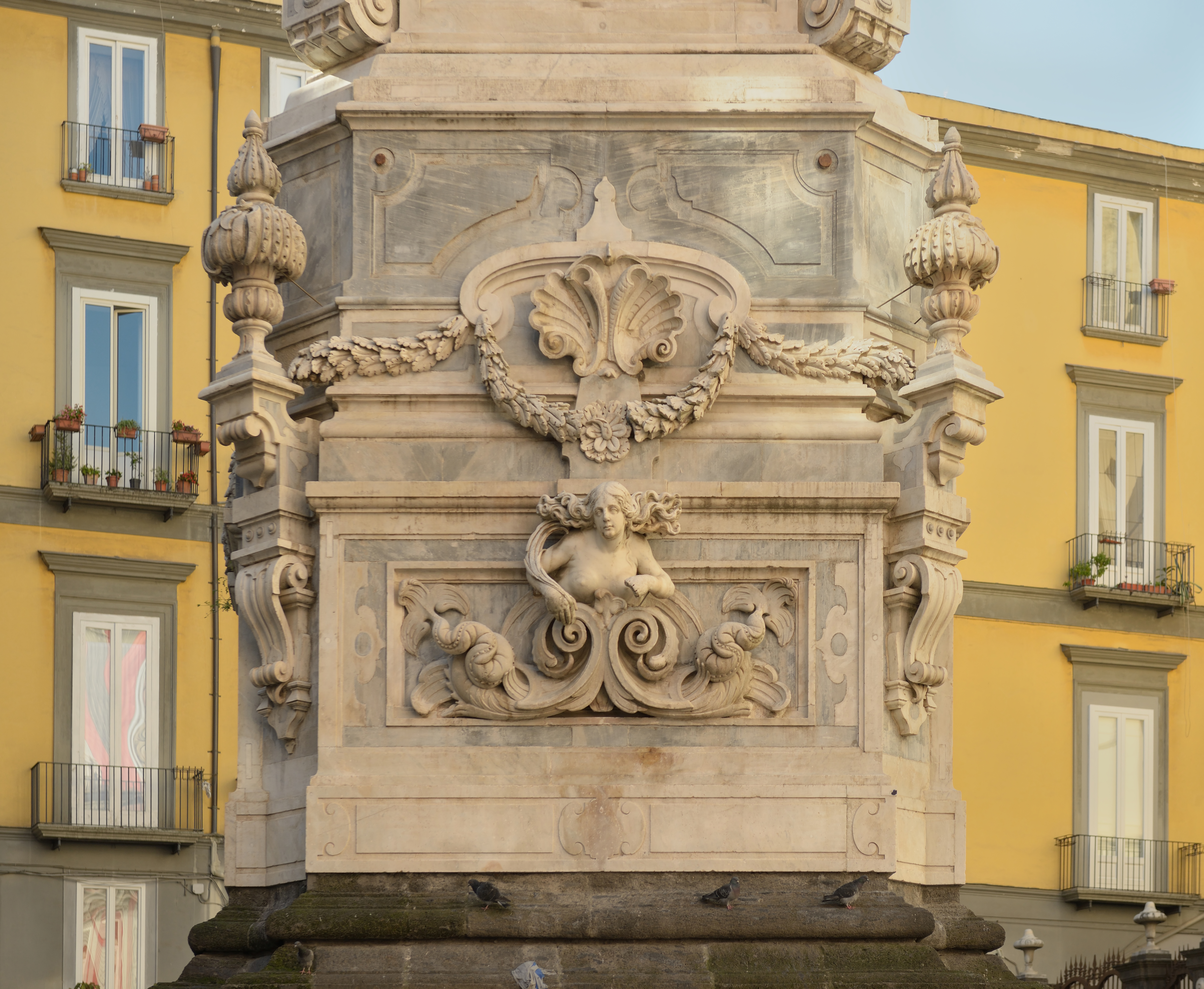
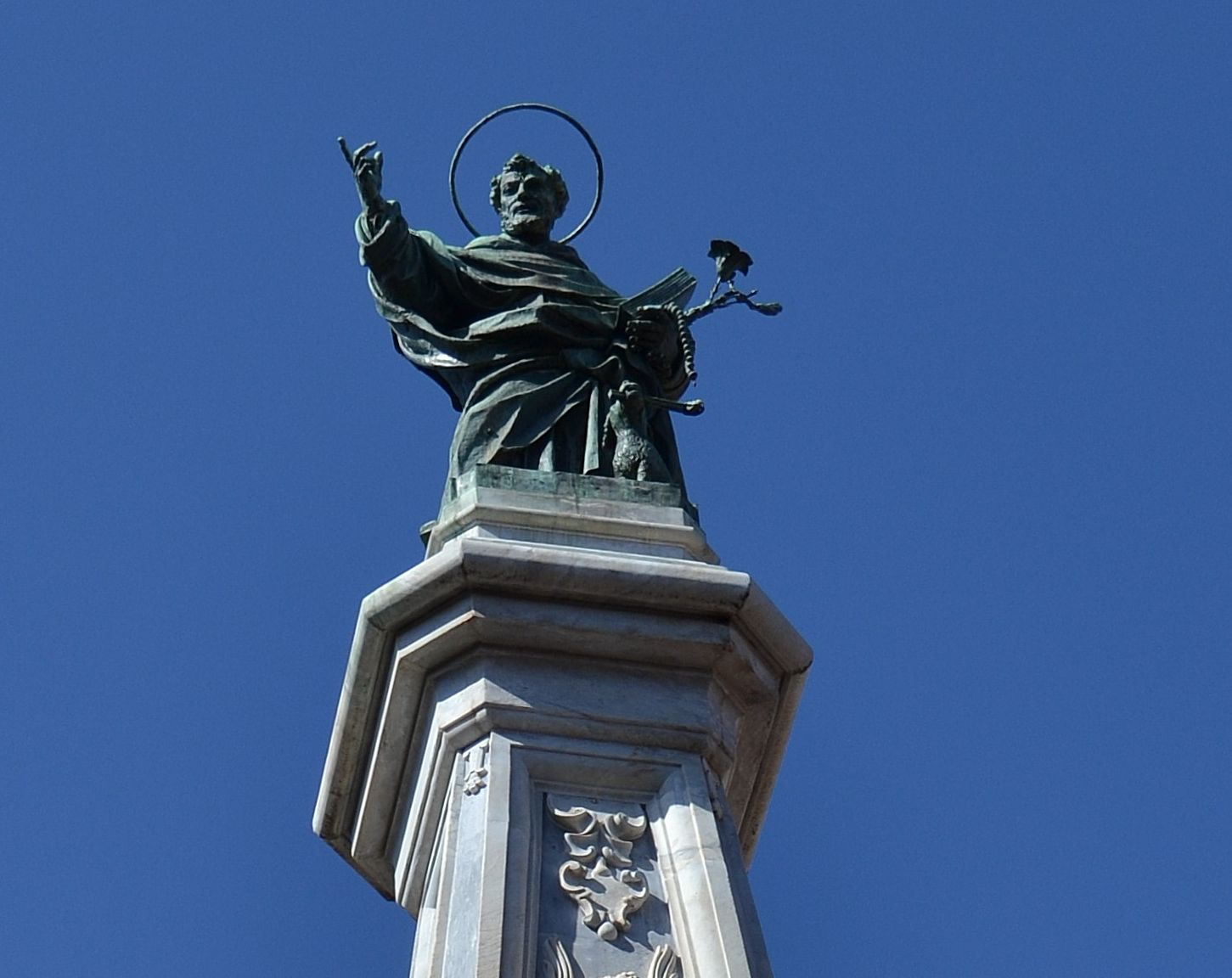
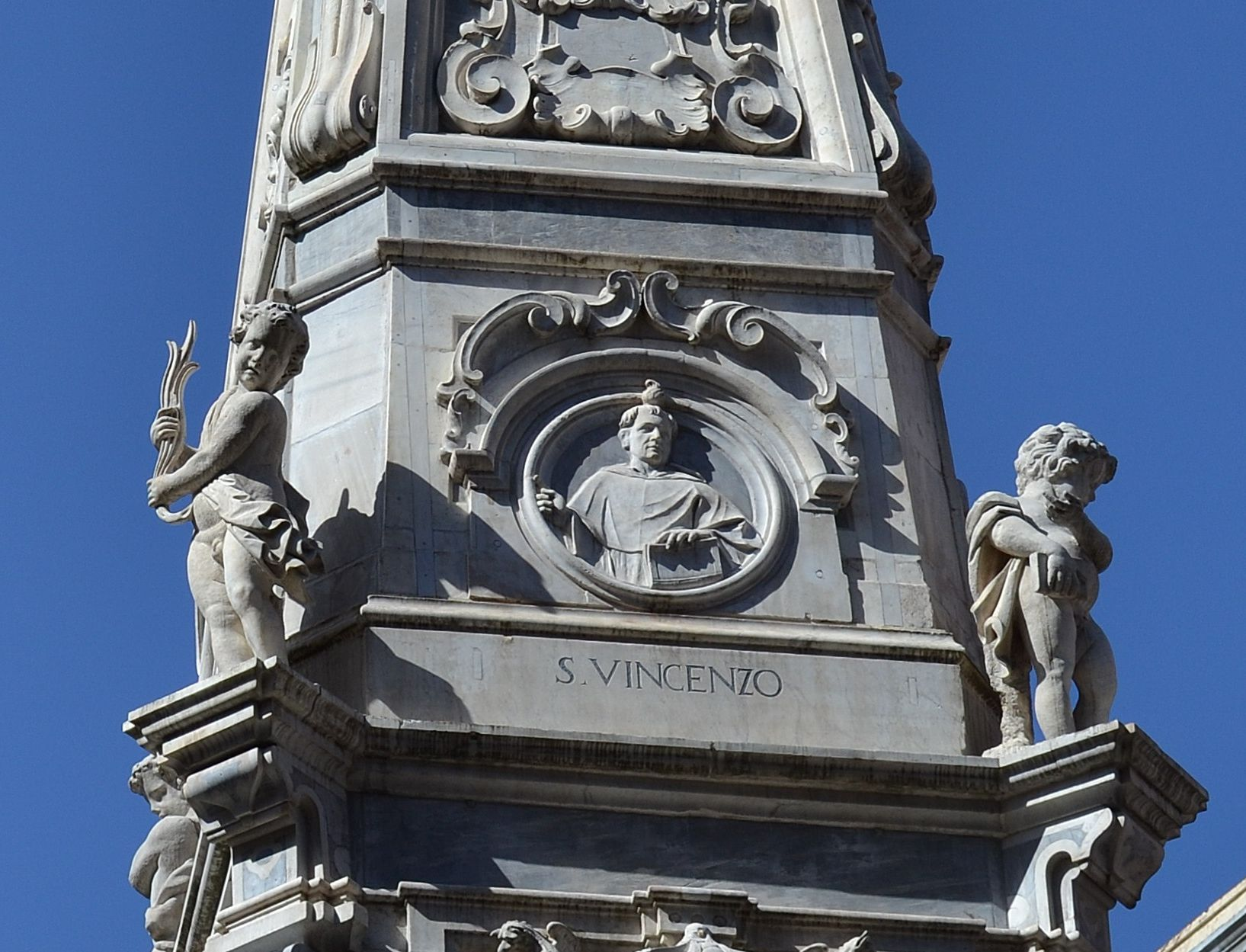